# Lex Lang
Walter Alexis "Lex" Lang, född 12 november 1965, är en Emmyprisbelönad amerikansk röstskådespelare. Han har medverkat i flera datorspel, filmer, anime och TV-serier. han är bl.a känd för rösten till Dr. Neo Cortex i spelen om Crash Bandicoot.
Lang är sedan 2004 gift med röstskådespelerskan Sandy Fox.

## Filmografi

### Anime
Detta är ett urval av de anime Lang har medverkat i.
- 2002 - Witch Hunter Robin (Jyuuzou Narumi)
- 2002 - Naruto (blandade röster)
- 2003 - .hack//SIGN (Crim)
- 2004 - Avatar: The Last Airbender (Sozin)

### Datorspel
Detta är ett urval av de datorspel Lang har medverkat i.
- 2003 - .hack//Mutation (Crim, Moonstone)
- 2003 - Dynasty Warriors 3 (Zhuge Liang, Sima Yi)
- 2004 - Crash Twinsanity (Dr. Neo Cortex)
- 2005 - Shin Megami Tensei: Digital Devil Saga (Harley)
- 2005 - Crash Tag Team Racing (Dr. Neo Cortex)
- 2005 - Dynasty Warriors 5 (Zhuge Liang, Ling Tong)
- 2007 - Crash of the Titans (Dr. Neo Cortex)
- 2008 - Crash Bandicoot: Mind over Mutant (Dr. Neo Cortex)
- 2009 - Dragon Age: Origins (blandade röster)
- 2011 - Dynasty Warriors 7 (Zhuge Liang)
- 2013 - Dynasty Warriors 8 (Zhuge Liang)

### Film
Detta är ett urval av de filmer Lang har medverkat i.
- 2004 - Naruto the Movie: Snow Princess' Book of Ninja Arts (Doto Kazahana)
- 2009 - Justice League: The New Frontier (Rick Flag)
- 2013 - Justice League: The Flashpoint Paradox (Captain Atom)

### TV-serier
Detta är ett urval av de TV-serier Lang har medverkat i.
- 2006 - Justice League Unlimited, episod 31 (Captain Cold)
- 2006 - The Batman, episod 42 (Clayface)
- 2008 - Batman: Den tappre och modige (blandade röster)